# Gustaf Adolf Skytte
Gustaf Adolf Skytte af Duderhof, född 1637, död 1663, var en svensk adelsman som under mitten av 1600-talet var vida känd som pirat. Han avrättades sedermera för sjöröveri. Han var son till Jakob Skytte och Anna Bjelkenstjerna, sonson till Johan Skytte och brorson till Vendela Skytte.

## Biografi
Som barn ska Skytte ha varit livlig och intresserad av sagor och då i synnerhet vikingasagor. Med en liten båt på Aalsterån gillade han att leka, ofta tillsammans med syster, att han var en viking. Enligt sägen ska detta varit inspirationskällan till hans senare beslut om att bli sjörövare då han skulle ha liknat sig själv vid en plundrade vikingahjälte.
År 1657 hyrde Skytte ett holländskt fartyg tillsammans med några bekanta. Ute på havet dödade de den holländska besättningen, och använde sedan skeppet som piratfartyg. De bedrev sin verksamhet med bas i Blekinge. Skyttes syster Christina Anna Skytte och hans svåger Gustaf Drake ska ha tagit del i verksamheten; de likviderade bland annat en sammansvuren då denna ville dra sig ur verksamheten.  
År 1663 avslöjades detta hemliga företag, och Skyttes syster och svåger lämnade landet. Skytte själv arresterades, dömdes skyldig och avrättades för sjöröveri i Jönköping. Händelserna inspirerade Viktor Rydberg till roman Fribytaren på Östersjön.